# Pavel Melnikov (roddare)
Pavel Vladimirovitj Melnikov(ryska: Павел Владимирович Мельников), född den 8 augusti 1969 i Novotjerkassk i Ryska SFSR, är en rysk före detta roddare.
Han tog OS-brons i åtta med styrman i samband med de olympiska roddtävlingarna 1996 i Atlanta.